# Verano

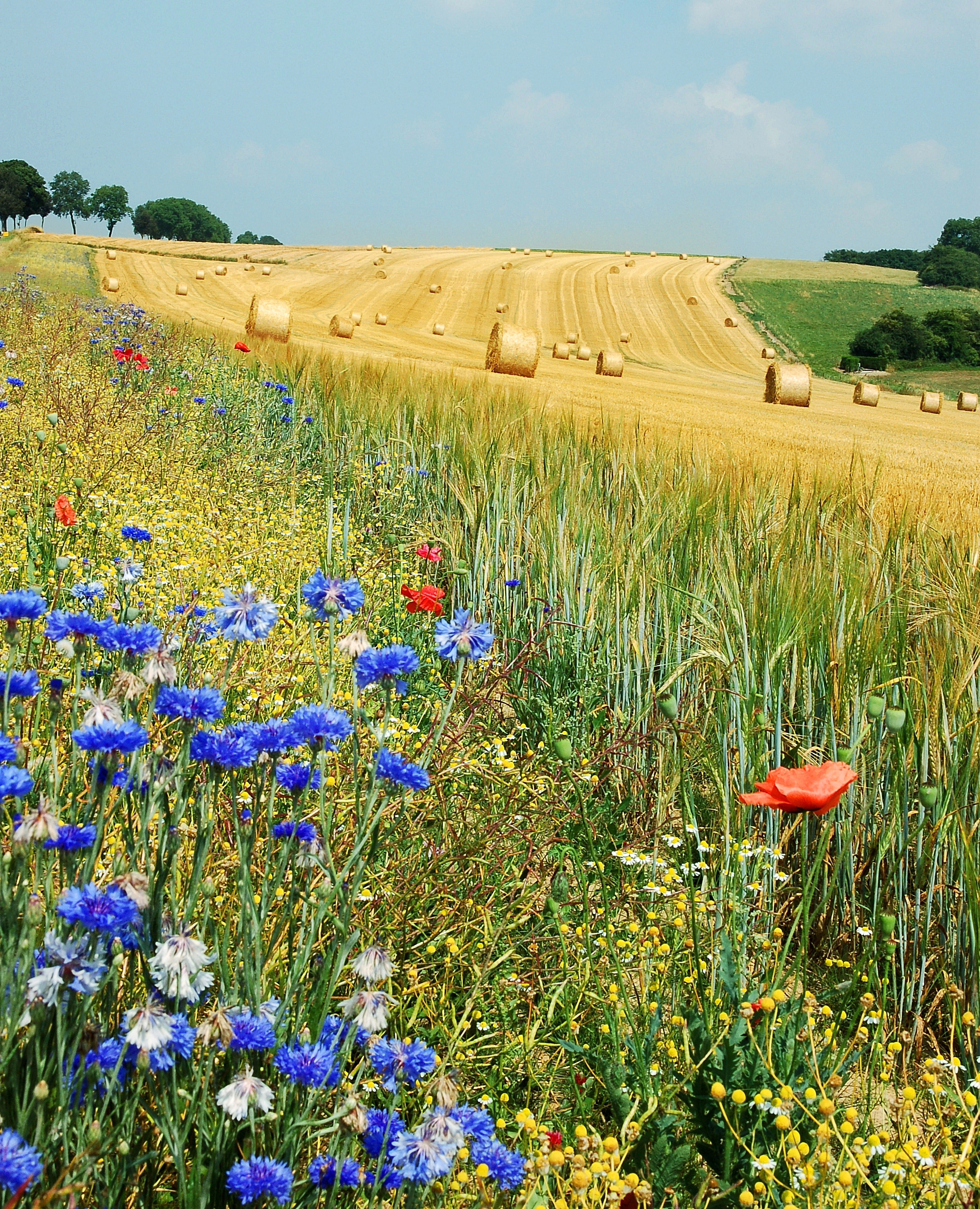
Campo de verano en Bélgica (Hamois). La flor azul es de Centaurea cyanus. La roja corresponde a Papaver rhoeas.

El verano o estío es una de las cuatro estaciones de las zonas templadas. Es la más cálida de ellas. Sigue a la primavera y precede al otoño. El verano se caracteriza porque los días son más largos y las noches más cortas. Astronómicamente, el solsticio de verano (alrededor del 21 de diciembre el austral y el 21 de junio el boreal) marca el comienzo de esta estación y el equinoccio de otoño (alrededor del 21 de marzo el austral y el 23 de septiembre el boreal) marca el término de esta estación y el comienzo del otoño. Lo perteneciente o relativo al verano o estío, se conoce, respectivamente, con los adjetivos: veraniego o estival.

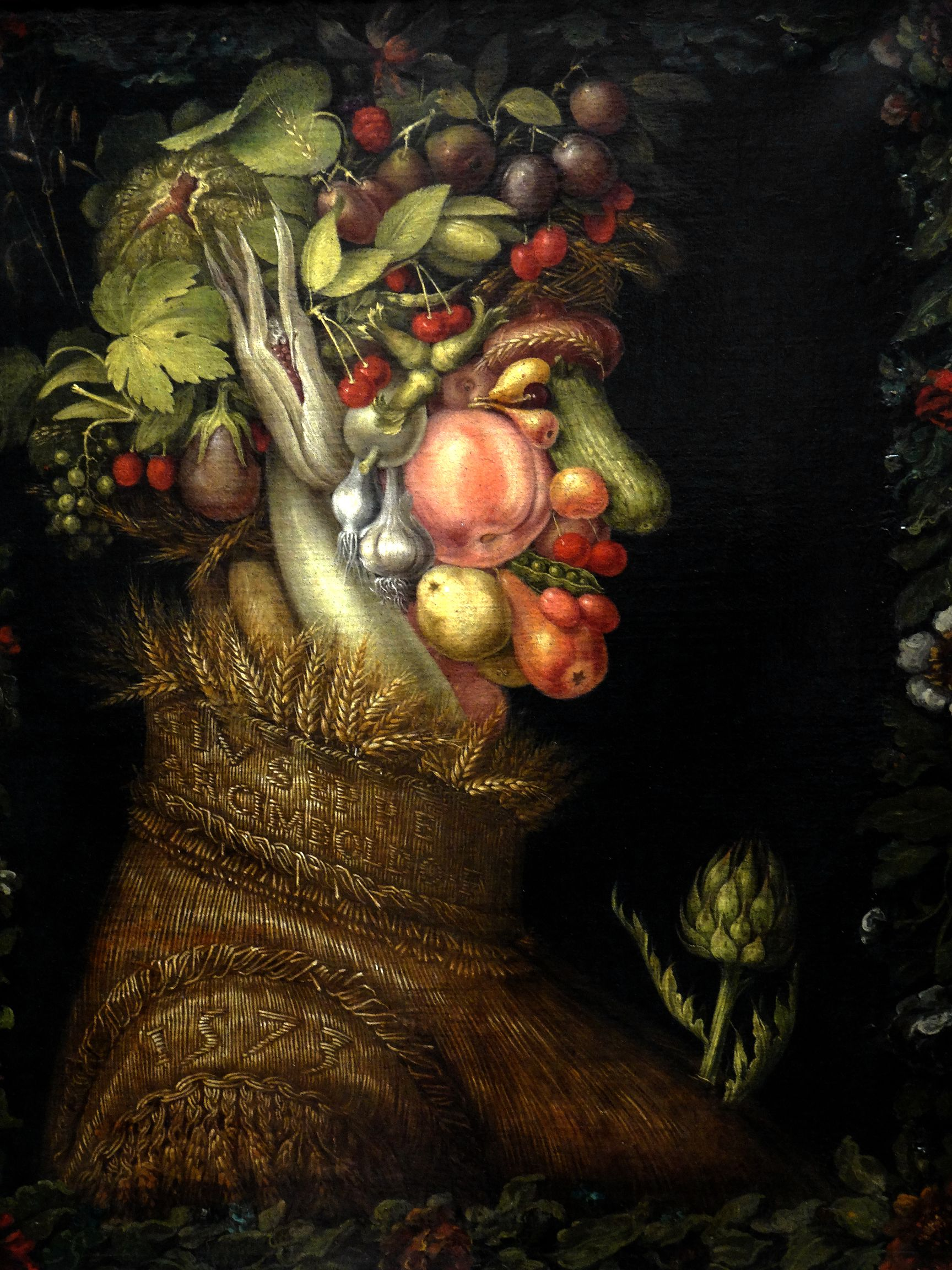
Verano, óleo sobre tela (1573) de Giuseppe Arcimboldo.

En diversas culturas, las estaciones comienzan en diferentes fechas, basadas en fenómenos astronómicos o meteorológicos. Sin embargo, cuando el estío ocurre en el hemisferio sur es invierno en el hemisferio norte. Según se observe, el verano puede ser boreal, cuando ocurre en el hemisferio norte, o austral, cuando ocurre en el hemisferio sur.
Sin embargo, a veces, el verano se define como la totalidad de los meses de diciembre, enero y febrero en el hemisferio sur y como la totalidad de los meses de junio, julio y agosto en el hemisferio norte. En la zona intertropical a veces se emplea el vocablo «verano» para referirse a la estación seca, e «invierno» para la estación lluviosa. Durante el verano se practican actividades tales como, ir más seguido a la playa, campismo en zonas montañosas en el austral ya que cuenta con la mayor cantidad de playas y flora en el continente americano.

## Ocurrencia
Desde un punto de vista astronómico, los equinoccios y solsticios serían la mitad de las respectivas estaciones, pero a veces el verano astronómico se define como el que comienza en el solsticio, el momento de máxima insolación, a menudo identificado con el día 21 de junio o diciembre. En cambio, según el cálculo solar, el verano comienza el día de mayo y el solsticio de verano es el pleno verano. Un desfasaje estacional variable significa que el centro meteorológico de la estación, que se basa en patrones de temperatura media, se produce varias semanas después del momento de máxima insolación.
La convención meteorológica es definir el verano como el que comprende los meses de junio, julio y agosto en el hemisferio norte y los meses de diciembre, enero y febrero en el hemisferio sur. Según las definiciones meteorológicas, todas las estaciones se fijan arbitrariamente para que comiencen al principio de un mes del calendario y terminen al final de un mes. Esta definición meteorológica del verano también se alinea con la noción comúnmente vista del verano como la estación con los días más largos (y cálidos) del año, en la que predomina la luz del día. 
El cálculo meteorológico de las estaciones se utiliza en países como Australia, Nueva Zelanda, Austria, Dinamarca, Rusia y Japón. También lo utilizan muchas personas en el Reino Unido y Canadá. En Irlanda, los meses de verano según el servicio meteorológico nacional, Met Éireann, son junio, julio y agosto. Según el Calendario irlandés, el verano comienza el 1 de mayo y termina el 1 de agosto. Los libros de texto escolares en Irlanda siguen la norma cultural de que el verano comienza el 1 de mayo en lugar de la definición meteorológica del 1 de junio.
Los días continúan alargándose desde el equinoccio hasta el solsticio y los días de verano se acortan progresivamente después del solsticio, por lo que el verano meteorológico abarca la acumulación del día más largo y una disminución posterior, teniendo el estío muchas más horas de luz que la primavera. Teniendo en cuenta sólo las horas de luz, el solsticio de verano marca el punto medio, no el principio, de las estaciones. El solsticio de verano tiene lugar durante la noche más corta del año, que es el solsticio de verano, o en una fecha cercana que varía según la tradición.
Cuando es habitual un desfasaje estacional de media estación o más, el cálculo basado en marcadores astronómicos se desplaza media estación. Según este método, en América del Norte, el verano es el periodo que va desde el solsticio de verano (normalmente el 20 o 21 de junio en el hemisferio norte) hasta el equinoccio de otoño.
Contando con las fiestas culturales, tradicionalmente se considera que la temporada de verano en Estados Unidos comienza el fin de semana del día de los Caídos (el último fin de semana de mayo) y termina el Labor Day (el primer lunes de septiembre), lo que se ajusta más a la definición meteorológica para las partes del país que tienen un clima de cuatro estaciones. La tradición similar de Canadiense comienza el verano el Victoria Day una semana antes (aunque las condiciones de verano varían mucho en el extenso territorio canadiense) y termina, como en Estados Unidos, el Labor Day.
En la astronomía china, el verano comienza alrededor del 5 de mayo, con el jiéqì (término solar) conocido como lìxià (立夏), es decir, «establecimiento del verano», y termina alrededor del 6 de agosto.
En el sur y el sureste de Asia, donde se produce el monzón, el verano se define más generalmente como la duración de marzo, abril, mayo y junio, la época más cálida del año, que termina con el inicio de las lluvias monzónicas.
Debido a que el retraso de la temperatura es más corto en el hemisferio sur templado oceánico, la mayoría de los países de esta región utilizan la definición meteorológica con el verano que comienza el 1 de diciembre y termina el último día de febrero.

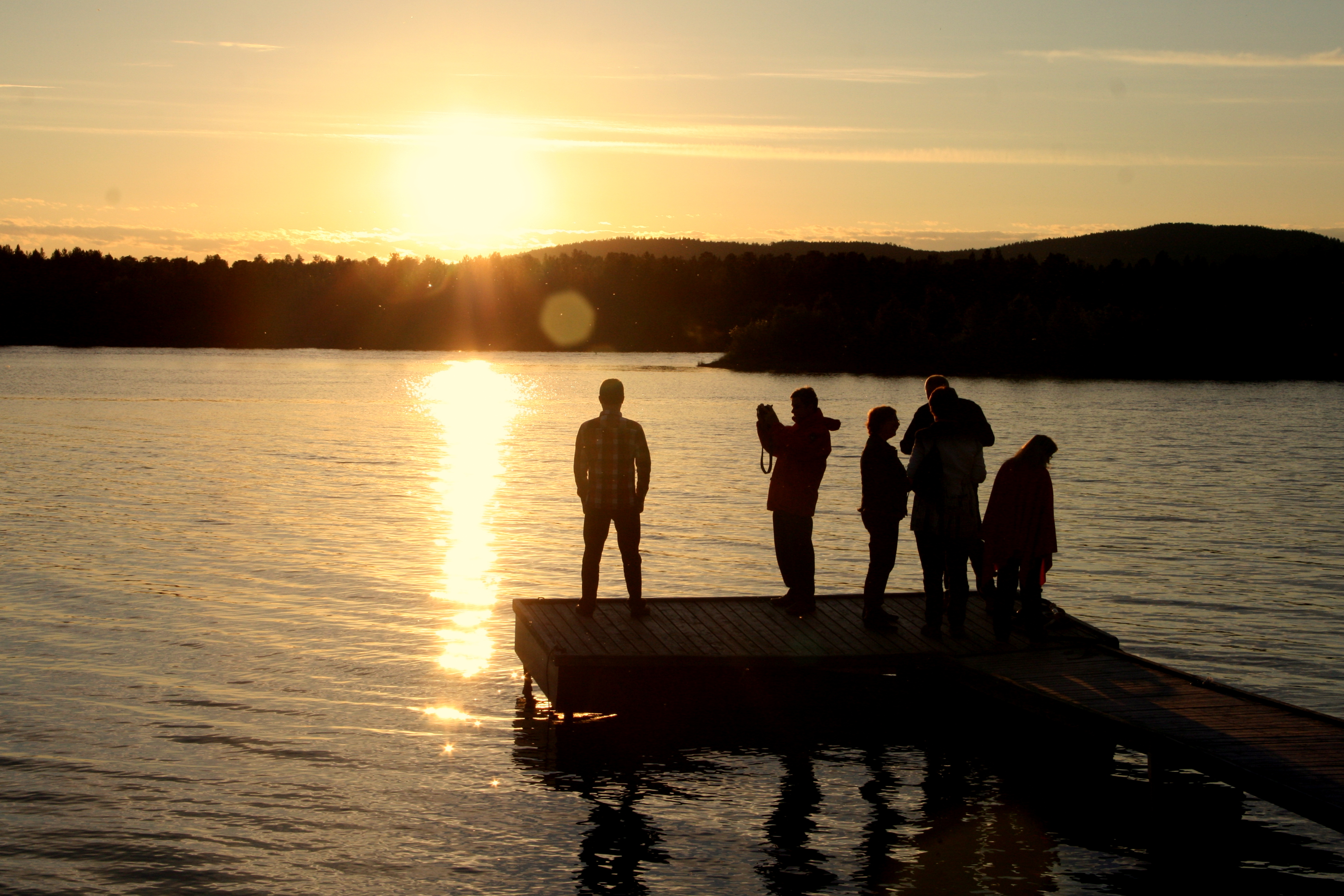
En pleno verano, el sol puede aparecer incluso a medianoche en el hemisferio norte. Foto del sol de medianoche en Inari, Finlandia.

Los días siguen alargándose desde el equinoccio hasta el solsticio y los días de verano se acortan progresivamente después del solsticio, por lo que el verano meteorológico abarca la acumulación hasta el día más largo y una disminución posterior, teniendo el estío más horas de luz que la primavera. Teniendo en cuenta sólo las horas de luz, el solsticio de verano marca el punto medio, no el principio, de las estaciones. El solsticio de verano tiene lugar durante la noche más corta del año, que es el solsticio de verano, o en una fecha cercana que varía según la tradición.
Donde es común un desfase estacional de media estación o más, el cálculo basado en marcadores astronómicos se desplaza media estación. Según este método, en Norteamérica, el verano es el periodo comprendido entre el solsticio de verano (normalmente el 20 o 21 de junio en el hemisferio norte) y el equinoccio de otoño.
En algunos países del Hemisferio Sur, como Brasil, Argentina, Sudáfrica, Australia y Nueva Zelanda, el verano se asocia a las vacaciones de Navidad y Año Nuevo. Muchas familias prolongan sus vacaciones dos o tres semanas o más durante el verano.
En Colombia, los meses de verano son de junio y julio.
En Australia y Nueva Zelanda, el verano comienza el 1 de diciembre y termina el 28 de febrero (29 de febrero en los años bisiestos).
En el sur y el sureste de Asia, donde se producen los monzones, el verano se define de forma más general como el periodo que abarca los meses de marzo, abril, mayo y junio, la época más cálida del año, y que finaliza con el inicio de las lluvias monzónicas.

## Iconología
En el número de las cuatro diosas de las estaciones existentes en la villa de Albaoi, el Estío (sinónimo de verano) está representado corriendo con una antorcha encendida en cada mano. En un sepulcro fuera de Roma, donde en estuco estaban representadas las Cuatro Estaciones, en una mano el Estío tenía una hoja de trébol. 
Entre las pinturas de Herculano (Italia) hay una figura vestida de amarillo con una azada de muchas puntas. Sobre la urna cineraria que representa las bodas de Tetis y Peleo, al verano se le representa más gallardamente vestido (provisto de una corona) que al invierno y al otoño. Se le designaba también por la caza del león. Se le pintaba igualmente con una túnica amarilla, con un manto azul celeste, color que indica la constante serenidad del cielo durante esta estación, sobre todo en los países cálidos. El amarillo indica la madurez de las mieses.
Los modernos la simbolizan por una joven vestida de amarillo coronada de espigas y portando una antorcha encendida. Otros representan al verano casi desnudo, coronado de espigas, sosteniendo en una mano el cuerno de la abundancia, rebosante de toda especie de granos y frutas, y en la otra una hoz.

## Tiempo

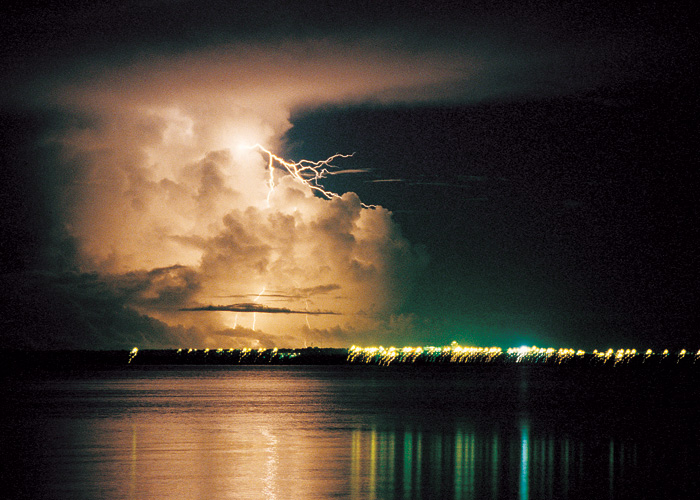
Temporada húmeda por la noche en Darwin, Territorio del Norte, Australia.

El verano se asocia tradicionalmente con el tiempo cálido o templado. En los climas mediterráneos también se asocia con el tiempo seco, mientras que en otros lugares (sobre todo en Asia oriental debido a los monzones) se asocia con el tiempo lluvioso. La estación húmeda es el principal período de crecimiento de la vegetación dentro del régimen clima de sabana. Cuando la estación húmeda está asociada a un cambio estacional en los vientos dominantes, se conoce como monzón.

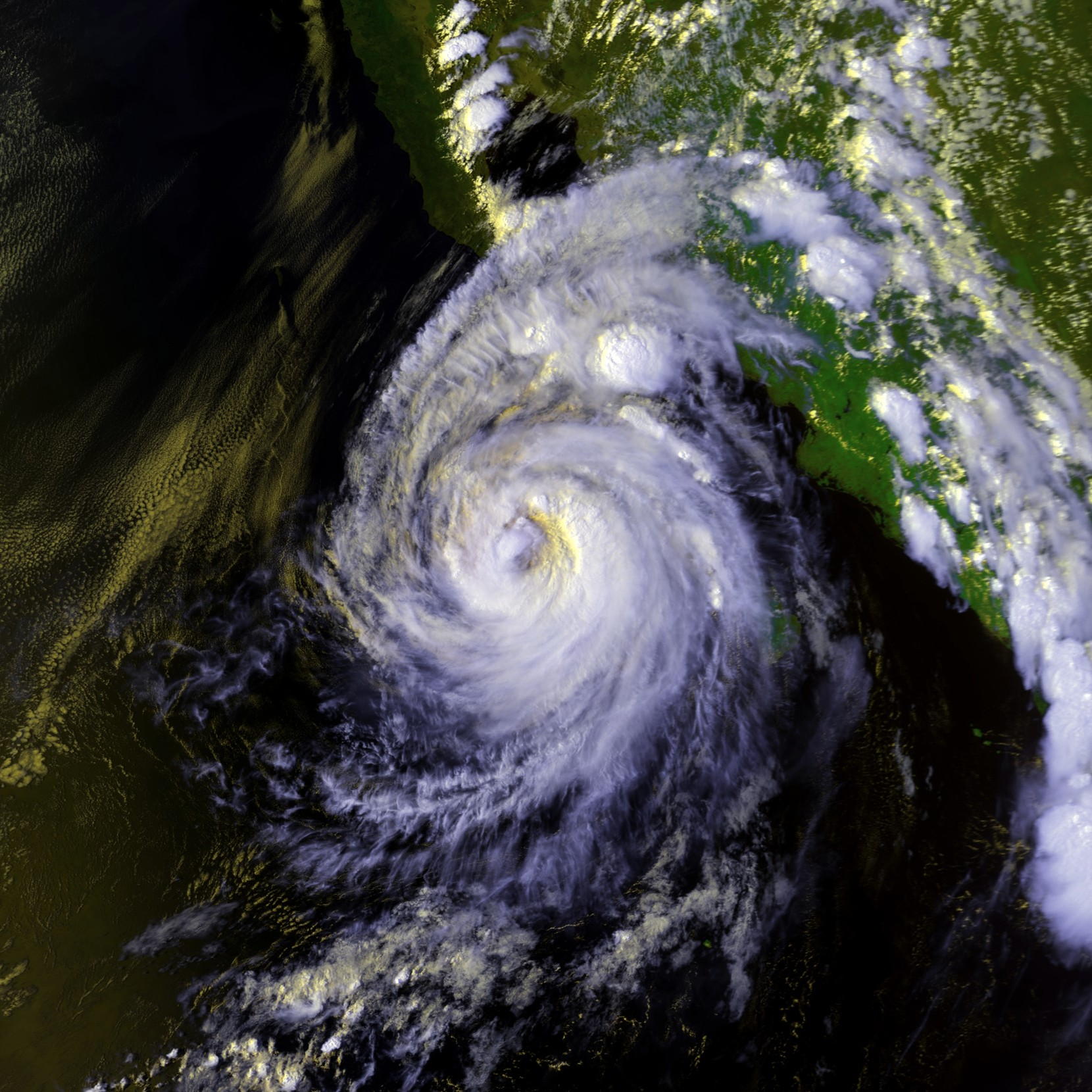
Imagen del Huracán Lester de finales de agosto de 1992.

En el norte del Océano Atlántico, la temporada de ciclones tropicales se produce desde el 1 de junio hasta el 30 de noviembre. El pico estadístico de la temporada de huracanes en el Atlántico es el 10 de septiembre. El océano Pacífico nororiental tiene un período de actividad más amplio, pero en un marco temporal similar al del Atlántico. En el Pacífico noroccidental se producen ciclones tropicales durante todo el año, con un mínimo en febrero y marzo y un máximo a principios de septiembre. En la cuenca del Índico Norte, las tormentas son más comunes de abril a diciembre, con picos en mayo y noviembre. En el Hemisferio Sur, la temporada de ciclones tropicales va desde principios de noviembre hasta finales de abril, con picos a mediados de febrero y principios de marzo.
La temporada de tormentas eléctricas en Estados Unidos y Canadá se extiende desde la primavera hasta el verano, pero a veces puede llegar hasta octubre o incluso noviembre en el otoño. Estas tormentas pueden producir granizo, fuertes vientos y tornados, normalmente durante la tarde y la noche.